# カトリック (概念)
カトリック（ギリシア語: καθολικός:katholikos、羅: catholicus、蘭: katholiek、英: Catholic）とは、公同、普遍、普公とも訳される、カトリック教会の概念の一つ。教会論の中で、豊富な歴史と、いくつかの意味がある。公同を奉じる主義思想は カトリシズムと呼ばれる。
単に「カトリック」の語彙を以てローマ・カトリック教会を指す用例も多いが、これは誤りではないものの、「カトリック（普遍性）」を自認・自称する教派はローマ教皇を首長とするローマ・カトリック教会だけではない上に、「カトリック」の語彙は教派名にとどまらない概念を指し示す普通名詞・形容詞であるため、文脈によっては普通名詞・形容詞として用いられている場合に注意が必要である。

## 語義

### 古代における概念の展開
カトリック（普遍、公同、普公）の語がキリスト教に最初に導入されたことが確認できる例は107年ころアンティオキアのイグナティオスがスミリュナの教会に宛てた手紙の中にあり、「イエス・キリストのいるところに、カトリック教会がある。」と述べている。
語源的な「カトリック」はギリシャ語の「普遍的」「世界的」と言う意味の形容詞であるカトリコス（ギリシア語: καθολικός）に由来し、さらにこの「カトリコス」は、ギリシャ語の「一般的に」や「全体的に」という意味の「カトルー（kath'holou）」に由来する。「一者における全体」（カタ・ホロン）の合成語が「カトルー」である。そして三世紀以降「カトリック」は教会の一つの特徴としてあらわされ、エルサレムのキュリロス（315年頃 - 386年）においては「普遍的」といった意味よりも「正統的」の意味で用いられている。

### 「カトリック」と「ローマ・カトリック教会」の概念差
ローマ教皇を首長とし、これとフル・コミュニオンの関係にあるキリスト教の教派が、自称他称ともに、単にカトリック教会と呼ばれることが多い。この教派にはローマ・カトリック教会（ローマ教会とも呼ばれる）および東方典礼カトリック教会の諸教会がある。
しかし、「カトリック」と「ローマ・カトリック」が混同されることが多いが、「カトリック」はギリシャ語の形容詞であるカトリコス（ギリシア語: καθολικός）に由来するものであり、元来は教会の普遍的性質を言い表そうとした際に用いられた概念であって、ローマ教皇を首長とする教派を指す語彙ではなかった。「カトリック教会」を自認・自称する教派の中で最大規模を持つのはローマ・カトリック教会であるが、他にも複数の独立カトリック教会（復古カトリック教会など）が自身を「カトリック教会」としている。（ただしローマ教皇庁とは相互承認していないため、ローマ・カトリック教会からは「カトリック教会」とは認められていない。）

### 正教会におけるカトリック（普遍）

#### 自認と呼称
初期において"καθολικός"（カソリコス）の語を用いたアンティオキアのイグナティオスは東西教会の分裂以前の聖人であって正教会でも崇敬されており、正教会も自らの教会をカソリコス（普遍）であると自認する。
ただし正教会は、ローマ・カトリック教会のように「カソリコス（カトリック）」を教会の呼称としては使わず、「正しく神を讃美する」ことを意味するオーソドックス（ギリシア語: ορθοδοξία, オルソドクシア）の名を以て自己の教会を名乗る。これの日本語訳が「正教会」である。

#### 概念
正教において、教会における"ギリシア語: καθολικός"（カソリコス、カトリック、普遍性、公なる）は、地理的な広がりといった外的なものとして量的にのみ理解されるべきではなく、アレクセイ・ホミャコーフ（1804年 - 1860年）が考察したように質的な面からも理解されなければならないとされる。2世紀に「カソリコス」という語彙が使われたときも、量的な面ではなく質的な面において教会を定義するものであった
教会を「公なる」と呼ぶ時、正教においては、「充分であり、完全であり、全てを包括し、欠落がない（教会）」を意味する。
正教会は、地理的にはまだそれほど広がっていなかった初期の頃の教会も、今日の正教会と同様「公なる（カソリコス、カトリック）」教会であったと捉える。それはハリストス（キリスト）の真正な教会としての要素が当時の教会にも何一つ欠けて居なかったからであるとする。神自身が個々の教会にハリストスと聖神（聖霊）を通じて顕現・現在し、地域の信徒共同体に使徒の教理・神品・機密とともに働くため、神の国に与るために他の物は加える必要がないとされる。
教会共同体論の領域で、至聖三者（三位一体）に係る議論が検討される。ニッサのグリゴリイが、キリスト教を神的本性の模倣であるとしたように、教会共同体は至聖三者の像であるとされる。従って教会共同体の普遍性は、至聖三者論の光においてこそ啓示される。
こうしたことから、普遍性（カソリコス）は、「一般性」（ウニベルサリテ）といった言葉に置き換えることはできない。正教会において、普遍性（カソリコス）という言葉の具体的意味には、単に統一性のみならず多様性も含まれるからである。「普遍性は二つのものの間の一致を、あるいはむしろ統一性と多様性との同一性を示す」（ウラジーミル・ロースキイ、宮本訳）。正教の至聖三者論と正教の法的行政的構造との間には密接な関係がある。ただし正教における教会共同体の研究は、あくまで神と人間的ペルソナとの一致の場に対するものとしてなされるものであるとされる。

### プロテスタントの見解例
プロテスタントにおいても、使徒信条やニカイア・コンスタンティノポリス信条において「聖なる公同の教会（カトリック・チャーチ、catholic church）を信じる」という信仰告白を唱え、「公同の教会を信じ」ている。プロテスタントにおいて「カトリック」とはローマ・カトリック教会のみに限定されないと主張している。
公同の教会は、三位一体の神への信仰を共有し、父なる神と、子なる神イエス・キリストの同質を信じ告白する。公同教会（「カトリック」教会）に連なることは、各個教会を超えた普遍的教会の生命の中で、教会の信仰も育まれ、成長させられることを意味する。教会の公同性と一性は、主なる神自身の唯一性に根拠を持ち（エフェソの信徒への手紙4:5参照）、そのような教会への信仰が聖霊への信仰と結び付けられている。聖霊は、自由に一人一人の人格に働きつつ、教会という共同体の秩序を形づくる（コリントの信徒への手紙一12:28）。
ウィンケンティウスはカトリックを「すべての場所で、あらゆる時代に、すべての人から信じられていること」と定義している。プロテスタントは宗教改革において、使徒継承による教会制度の制度的な連続性ではなく、教理的な連続性を主張し、ローマ・カトリック教会から分離しても、己が教会はカトリックであると主張した（改革派のツヴィングリに顕著である。）。

## 「カトリック」の用例
使徒信条、ニカイア信条、ニカイア・コンスタンティノポリス信条は、教会のカトリック性、普遍性、公同性を確認しており、この信条を認める教会においては自らのキリスト教の公同性を自覚している。「公同（カトリック）」の語彙は他にも頻繁に用いられるものであり、例えば新約聖書に含まれるヤコブの手紙やヨハネの手紙は全キリスト者に向けての手紙であるという意味において、公同書簡（カトリック書簡）と呼ばれる。
カルタゴのキプリアヌスは「カトリック教会の外に救いなし」と主張し、トマス・アクィナスは、1.場所に関して、2.人間の条件に関して、3.時との関係で教会はカトリックであり、使徒継承の制度的な連続性を通してのみ教会のカトリック性が保証されると主張した。東方教会、ローマ・カトリック教会、聖公会と、聖公会から分かれたメソジスト、ローマ教会から分離したルーテル教会の一部は、使徒継承の教理を信じているが、ほとんどのプロテスタントで否定される。なお、東方教会は使徒継承の教理を保持する一方で、トマス・アクィナスによるような教会のカトリック性についての理解を採らない（正教会におけるカトリック性についての理解は前述）。